# Villa rustica (Simetsberg)
Die Villa rustica in Simetsberg ist eine von drei römischen Villen, die auf dem Gemeindegebiet von Altheim, Bezirk Braunau, Oberösterreich, ergraben wurden.

## Lage und Datierung
Die Fundstelle befindet sich drei Kilometer südöstlich von Altheim. Sie liegt genau zwischen den anderen beiden Villen im Raum, Weirading und Wagham. Da sie exakt auf einer Linie liegen, ist anzunehmen, dass hier eine Römerstraße verlief.
Die Villa dürfte von 75 bis 250 n. Chr., also in der römischen Kaiserzeit, benutzt worden sein.

## Forschungsgeschichte und Anlage
Im Jahr 1974 wurde auf einem Feld des Simetsbergerbauern ein Teil eines römischen Tellers gefunden, bei der Begehung zeichneten sich auf dem Feld durch Vegetationsstreifen die Umrisse einer Mauer ab. 1991 bis 1995 wurde die Villa durch das Institut für Kulturgeschichte der Antike der Österreichischen Akademie der Wissenschaften ergraben. Es wurden vier Gebäude freigelegt, das Haupthaus, ein Badegebäude, ein Rundbau, der als Schwitzbad angesehen wird, und ein etwas abseits gelegener Vorratsbau. Das Gebäude 1 (14 × 12 Meter) ist mit vier Räumen versehen, einer von ihnen enthielt ein Mosaik. Die Mauern des Gebäudes 4, das 75 Meter nordwestlich der anderen drei Bauwerke lag, waren einen Meter dick, durch Pflanzenreste konnte es als Vorratsgebäude benannt werden.